# Аппер-Маунт-Бетел Тауншип (округ Нортамберленд, Пенсільванія)
Аппер-Маунт-Бетел Тауншип (англ. Upper Mount Bethel Township) — селище (англ. township) в США, в окрузі Нортгемптон штату Пенсільванія. Населення — 6439 осіб (2020).

## Демографія
Згідно з переписом 2010 року, у селищі мешкало 6706 осіб у 2581 домогосподарстві у складі 1878 родин. Було 2878 помешкань
Расовий склад населення:
| - 94,2 % — білих - 2,4 % — чорних або афроамериканців - 1,2 % — азіатів - 0,2 % — корінних американців |

До двох чи більше рас належало 1,3 %. Частка іспаномовних становила 3,5 % від усіх жителів.
За віковим діапазоном населення розподілялося таким чином: 20,6 % — особи молодші 18 років, 63,8 % — особи у віці 18—64 років, 15,6 % — особи у віці 65 років та старші. Медіана віку мешканця становила 45,4 року. На 100 осіб жіночої статі у селищі припадало 100,4 чоловіків;  на 100 жінок у віці від 18 років та старших — 100,5 чоловіків також старших 18 років.
Середній дохід на одне домашнє господарство  становив 80 147 доларів США (медіана — 58 580), а середній дохід на одну сім'ю — 90 406 доларів (медіана — 67 700). Медіана доходів становила 49 250 доларів для чоловіків та 34 979 доларів для жінок. За межею бідності перебувало 4,1 % осіб, у тому числі 10,2 % дітей у віці до 18 років та 0,7 % осіб у віці 65 років та старших.
Цивільне працевлаштоване населення становило 3390 осіб. Основні галузі зайнятості: освіта, охорона здоров'я та соціальна допомога — 17,4 %, виробництво — 13,2 %, роздрібна торгівля — 11,7 %.